# Grmečica
Slap Grmečica je 7 metrov visok slap, zadnji izmed slapov v koritih potoka Grmečica. Nahaja se nedaleč od desnega brega Save Bohinjke, med naseljema Log v Bohinju in Nomenj. Potok Grmečica je dolg približno 1,5 km; izvira pa kakšen kilometer nad 100m dolgo sotesko grmečiških korit. Od slapa Grmečica teče po gozdnem in pašniškem terenu in se pri Nomnju izlije v Savo.
Najbližji dostop do slapa je preko brvi pri Železniški postaji Nomenj (15 minut hoje) ali iz Loga v Bohinju (30 minut hoje), slednja pot pa je zaradi prečkanja zasebnih zemljišč in pašnikov v Logu postala sporna. V koritih Grmečice je v poletnem času organizirana športno-adrenalinska dejavnost kanjoning.
V obsegu enega kilometra so še Pirašiški slap (Log), Bezenski slap in Koritniški slapovi (Nomenj).